# Mujeres Libres de El Salvador
Mujeres Libres de El Salvador (spanisch Freie Frauen von El Salvador) ist ein Verein in El Salvador, der sich gegen geschlechtsspezifische Gewalt an Frauen einsetzt, zum Beispiel für Frauen, die aufgrund von Abtreibungen oder Fehlgeburten eine Gefängnisstrafe zu verbüßen haben.

## Rechtslage zu Schwangerschaftsabbrüchen in El Salvador
El Salvador ist ein konservatives Land, in dem die katholische Kirche großen Einfluss hat. Es gehört weltweit zu den Ländern mit den strengsten Abtreibungsgesetzen. In El Salvador sind sowohl Schwangerschaftsabbrüche ausnahmslos verboten. Dauerte die Schwangerschaft länger als 22 Wochen, gilt ein Schwangerschaftsabbruch als Mord, der mit bis zu 50 Jahren Haft bestraft wird. Auch nach Fehl- oder Totgeburten kam es zu Verurteilungen. Die Gesetze sind der einfachen Bevölkerung oft nicht bekannt. Zwischen den Jahren 2000 und 2019 wurden 181 Frauen wegen geburtshilflicher Notfälle strafrechtlich verfolgt. Viele Angeklagte bekennen sich schuldig, um eine geringere Haftstrafe zu erhalten. Die Familien der inhaftierten Frauen werden oft von den Medien beeinflusst und brechen den Kontakt ab. Unter dieser sozialen Ächtung nach der Haftstrafe eine Arbeit oder Ausbildung zu finden, ist sehr schwierig.
El Salvador schützt das Leben Ungeborener entsprechend Artikel 4 der Amerikanischen Menschenrechtskonvention. Internationale Organisationen fordern wiederholt ein Gleichgewicht zwischen dem Recht der Frauen und dem Recht des ungeborenen Lebens. Der Interamerikanische Gerichtshof für Menschenrechte urteilte 2022, dass El Salvador das Recht auf Gesundheit verletzt. Er fordert, dass El Salvador eine umfassende medizinische Versorgung von Frauen, die geburtshilfliche Notfälle erleiden, gewährleistet. Ein weiteres Verfahren vor dem Gerichtshof, Beatriz gegen El Salvador, das sich mit dem totalen Abtreibungsverbot befasst, läuft noch (Stand 04/2024[veraltet]).

## Ziel der Vereinsarbeit
Der Leitspruch des Vereins lautet: „Para que la historia no se repita en generaciones futuras.“ (spanisch Damit sich die Geschichte in den kommenden Generationen nicht wiederholt.) Mithilfe der Unterstützung internationaler Organisationen möchten sie weltweit auf die Geschehnisse aufmerksam machen, um Druck auf die Regierung auszuüben. Langfristiges Ziel ist es, eine Gesetzesänderung herbeizuführen. „[…] wir säen die Saat für die Zukunft, die wir sehen wollen,“ (Gründerin Teodora del Carmen Vásquez: Global Poverty Project)
Ein vorherrschendes Ziel des Vereins ist, Frauen, die aufgrund von Abtreibungen oder Fehlgeburten eine Gefängnisstrafe zu verbüßen haben, zur Seite zu stehen. Sowohl bereits während der Gerichtsverhandlung als auch nach der Entlassung. Der Verein vertritt den Standpunkt, dass nicht die Frauen Verbrecherinnen sind, sondern sie wegen der Nachlässigkeit des Gesundheitssystems des salvadorianischen Staates inhaftiert wurden.
Darüber hinaus haben sie zum Ziel, mit Aufklärungsarbeit Jugendliche in abgelegenen Dörfern zu erreichen. Vor allem junge und arme Menschen kennen weder die Gesetzeslage noch erhielten sie Sexualerziehung.

## Motivation zur Gründung
Eine der Gründerinnen von Mujeres Libres de El Salvador ist Teodora del Carmen Vásquez, geboren 1983. Vasquez saß 10 Jahre und 7 Monate im Gefängnis, weil sie eine Frühgeburt erlitten hatte, die ihr Kind nicht überlebte. Während ihrer Haftzeit erkannte Vasquez die Notwendigkeit für ein Hilfsnetzwerk.
Eine weitere Gründerin ist Ena Munguía Alvarado, die Vasquez im Gefängnis kennenlernte. Alvarado hatte 2009 auf einer Gemeinschaftstoilette ihr Kind zu früh zur Welt gebracht. Das Kind blieb am Leben, dennoch wurde Alvarado zu neun Jahren Gefängnis verurteilt. Ihr Kind konnte sie zum ersten Mal im Alter von 3 Jahren sehen.

## Gründung
2018, im Jahr ihrer Entlassung, suchte Vasquez Mitstreiterinnen im ganzen Land. Mit 16 weiteren Frauen, die wegen geburtshilflicher Notfälle inhaftiert worden waren, gründete sie ein Frauenkollektiv, das 2022 zur rechtlich konstituierten Organisation Mujeres Libres de El Salvador wurde. Allein die Genehmigung dieser Organisation sieht die Gründerin als Fortschritt in der gesellschaftlichen Entwicklung an.

## Konzept
Die Arbeit des Vereins gliedert sich in sechs Bereiche: 1. Gesundheit, weil die Frauen i. d. R. krank das Gefängnis verlassen, 2. psychologische Betreuung, 3. juristische Unterstützung, 4. Vergabe von Stipendien zur Fortbildung, 5. Frauen in Beschäftigung bringen, 6. Unterbringung von haftentlassenen Frauen, die keine Bleibe haben.

## Arbeit
Der Verein arbeitet mit Anwälten und Anwältinnen zusammen, die kostenlose, rechtliche Unterstützung und Vertretung anbieten. Wenn die Vereinsfrauen erfahren, dass eine Frau wegen eines geburtshilflichen Notfalls inhaftiert wurde, treffen sie sie im Gefängnis.
Bereits vor der offiziellen Gründung 2022 entstand die Handy-App No estás Sola (spanisch Du bist nicht allein) zur Bekämpfung geschlechtsspezifischer Gewalt gegen Frauen. Es wurde ein Netzwerk von Solidaritätsläden gegen geschlechtsspezifische Gewalt ins Leben gerufen. Frauen wurden in Situationen geschlechtsspezifischer Gewalt begleitet.
Wissen vermitteln sie in Beratungen und Workshops.

## Casa de las Mujeres Libres
Finanziert durch Geld- und Sachspenden konnte der Verein 2020 ein Haus anmieten, das Casa de las Mujeres Libres (spanisch Haus der Freien Frauen). Das Haus liegt im Stadtzentrum von Rosario. Die Lage des Hauses wurde strategisch so gewählt, dass es für Frauen aus unterschiedlichen Stadtteilen gut zu erreichen ist.

### Eröffnung
Mit großem Interesse von der Presse, wurde das Casa de las Mujeres Libres am 7. März 2021 eingeweiht. Der Termin wurde bewusst nahe an den Internationalen Frauentag am 08. März gelegt. An der Eröffnungsfeier nahmen u. a. Vertreterinnen der Frauenbewegung teil, Feministinnen anderer Organisationen und der Gewerkschaft sowie Stadträtinnen und Frauenbeauftragte von Rosario.

### Konzept
Es ist ein wirtschaftlich und politisch unabhängiger, selbstverwalteter Raum. Diese Form ist für den Verein Voraussetzung, um die Arbeit eigenständig zu gestalten. Der Ort soll Anlaufstelle für Frauen und „Andersdenkende“ sein. Er bietet Raum für Begegnungen, Begleitung und Ausbildungsworkshops mit geschlechtsspezifischer Perspektive. Mit dem Haus wurde ein Treffpunkt geschaffen, an dem alle Aktionen gegen Gewalt an Frauen zentralisiert organisiert werden können.

### Obdach
Im Casa de las Mujeres Libres wohnen vier der Vereinsfrauen. Darüber hinaus können zwölf Frauen aufgenommen werden, die nach der Haftentlassung obdachlos wären. Die meisten Frauen stehen nach der Entlassung alleine und mittellos da, weil die Familien sich abkehren. Die Unterbringung im Haus bietet die Grundlage für eine soziale Reintegration. Bis zum Mai 2023 wurden auf diese Art mehr als 20 Frauen begleitet.